# Erneuerbare-Energien-Wärmegesetz
Das Erneuerbare-Energien-Wärmegesetz (EEWärmeG) war ein deutsches Bundesgesetz, das neben dem die Stromerzeugung betreffenden Erneuerbare-Energien-Gesetz (EEG) und dem die Verwendung von erneuerbaren Energien im Bereich der Kraftstoffe regelnden Biokraftstoffquotengesetz den Ausbau erneuerbarer Energien im Wärme- und Kältesektor bei der energetischen Gebäudeversorgung vorantreiben sollte. Es trat am 1. Januar 2009 in Kraft. Das Gesetz war Teil des von der Bundesregierung am 5. Dezember 2007 beschlossenen Integrierten Energie- und Klimaprogramms (IEKP) und führte erstmals bundesweit eine Pflicht zur Verwendung von erneuerbaren Energien beim Neubau von Gebäuden ein (so genannte Nutzungspflicht gem. § 3 Abs. 1 EEWärmeG). Am 1. November 2020 wurde es durch das Gebäudeenergiegesetz abgelöst.

## Anlass und Ziel
Das Gesetz griff einer im selben Jahr zu den erneuerbaren Energien ergangenen EU-Richtlinie 2009/28/EG vom 23. April 2009 vor, die den Mitgliedsstaaten unter anderem bis zum 31. Dezember 2014 die Einführung einer Nutzungspflicht für erneuerbare Energien bei der Wärme- und Kälteerzeugung auferlegt, die für neu errichtete sowie unter bestimmten Voraussetzungen auch für bestehende Gebäude gelten soll (Art. 13 Abs. 4). Das EEWärmeG wurde gegen die Stimmen der FDP und bei Stimmenthaltung der Grünen verabschiedet.
Weniger als ein Viertel der rund 18 Millionen Feuerungsanlagen in Deutschland ist jünger als zehn Jahre und damit auf dem Stand der Technik. Mehr als 70 Prozent der Öl- und Gasheizungen sind sogar älter als 15 Jahre. Nach wie vor basieren heute rund vier Fünftel aller Heizsysteme im Wohnungsbestand auf Verbrennungstechnologien. Dadurch hat der Wärmemarkt (Raumwärme, Warmwasser, Prozesswärme) mit rund 40 Prozent des Energieverbrauchs Deutschlands einen entsprechend hohen Anteil an den energiebedingten CO2-Emissionen.
Obgleich die Hälfte des Energieverbrauchs in Deutschland bei der Wärmeerzeugung anfällt, beläuft sich ihr Anteil an erneuerbaren Energien im Jahre 2014 nur auf etwa 10 % und ist zudem weitgehend auf die Verwendung von Holz als Brennstoff beschränkt. Das EEWärmeG (§ 1) stellte das gesetzliche Ziel auf, bis im Jahr 2020 mindestens 14 % des Wärme- und Kälteenergiebedarfs von Gebäuden durch erneuerbare Energien zu decken.
Zur Durchsetzung dieses Ziels begründet das Gesetz die allgemeine Pflicht, Neubauten in Höhe eines vorgeschriebenen Prozentsatzes mit erneuerbaren Energien zu versorgen. Dies betrifft pro Jahr etwa 150.000 neu errichtete Gebäude. Für Altbauten sieht das Gesetz eine Förderung für Nachrüstungen bestehender Anlagen vor. Eine in den Entwürfen ursprünglich vorgesehene Nutzungspflicht für Altbauten, die in nicht nur unerheblichem Umfang renoviert werden, wurde wieder gestrichen. Nachdem aber zu diesem Zeitpunkt bereits feststand, dass die am 23. April 2009 erlassene EU-Richtlinie zu den erneuerbaren Energien eine entsprechende Pflicht enthalten wird, dürfte die mit der Streichung beabsichtigte Verschonung der Bestandseigentümer nur von vorübergehender Dauer sein. Vor der Verabschiedung des EEWärmeG trat bereits am 1. Januar 2008 das Erneuerbaren-Energien-Wärmegesetz in Baden-Württemberg in Kraft, welches weiterhin Gültigkeit für Altbauten besitzt (vgl. unten).

## Nutzungspflicht
Eigentümer von Neubauten mit einer Nutzfläche von mehr als 50 m² sind verpflichtet, den Energiebedarf für Wärme und Kälte im nach Energieart unterschiedlichen Umfang aus erneuerbaren Energien zu decken (Nutzungspflicht nach § 3 Abs. 1 EEWärmeG). Hauseigentümer können entscheiden, welche erneuerbare Energiequelle sie hauptsächlich dafür verwenden wollen. Erfasst wird der gesamte Energiebedarf eines Gebäudes, ausgenommen sind bestimmte Gebäude wie Ställe, fliegende Bauten, offene Hallen, aber auch Kirchen. Ausgenommen sind ebenfalls Gebäude, die Teil einer Anlage sind, die nach dem Treibhausgas-Emissionshandelsgesetz emissionshandelspflichtig sind. Der Energiebedarf ist anhand der gleichen Vorschriften, die auch der Energieeinsparverordnung (EnEV) zugrunde liegen, zu errechnen. Als erneuerbare Energien im Sinne des Gesetzes gelten die Geothermie, Umweltwärme, solare Strahlungsenergie und Biomasse (§ 2 Abs. 1). Bei Verwendung dieser Energien muss deren Anteil am Gesamtverbrauch mindestens betragen:
- Solare Strahlungsenergie: 15 % (aus Vereinfachungsgründen muss bei Ein- und Zweifamilienhäusern die Fläche der montierten Solarkollektoren mindestens 4 % der beheizten Nutzfläche, bei Mehrfamilienhäusern entsprechend 3 % betragen)
- Biomasse: 50 % bei der Verwendung von flüssiger oder fester Biomasse (z. B. Bioöl, Holzpellets, Scheitholz) und 30 % bei der Verwendung von Biogas
- Geothermie und Umweltwärme: 50 % (beispielsweise Wärmepumpen).

## Ersatzmaßnahmen
Statt des Einsatzes der genannten erneuerbaren Energien kann die Nutzungspflicht auch durch Ersatzmaßnahmen erfüllt werden:
- die Nutzung von technischer Abwärme, wie in Abluft- und Abwasserströmen enthalten, zu 50 % (§ 7 Nr. 1a)
- durch Nutzung von Wärme aus Kraft-Wärme-Kopplungs-Anlagen (KWK) zu mindestens 50 %, soweit die Anlagen hocheffizient sind, d. h. gegenüber einer getrennten Wärme- und Stromerzeugung eine Einsparung von mindestens 10 % der eingesetzten Energie erbringen (§ 7 Abs. 1b);
- durch Steigerung der Energieeffizienz von Gebäuden, wie beispielsweise durch Dämmmaßnahmen, um mehr als 15 % gegenüber den jeweils gültigen Anforderungen der EnEV (§ 7 Nr. 2);
- durch unmittelbaren Anschluss an Wärmenetze, die selbst Wärme mindestens zur Hälfte aus KWK-Anlagen beziehen (§ 7 Nr. 3).

## Durchführung
Die einzelnen möglichen Maßnahmen einschließlich der Ersatzmaßnahmen können kombiniert werden, auch können sich mehrere Nutzungspflichtige (Hauseigentümer/Eigentümergemeinschaften) zur Erfüllung ihrer Pflichten zusammenschließen, so dass es auf den einzelnen Beitrag insoweit nicht ankommt (§ 6).
Die Hauseigentümer müssen die Erfüllung der Nutzungspflicht nachweisen und die Vertreter der zuständigen Behörden sind zu Stichproben vor Ort befugt, wozu ausdrücklich das Grundrecht auf Unverletzlichkeit der Wohnung (Art. 13 GG) eingeschränkt wurde (§ 11 Abs. 2). Die Zuständigkeit richtet sich nach Landesrecht (§ 12), wonach die unteren Bauaufsichtsbehörden mit der Überwachung beauftragt sind.

## Fernwärmenetze
Weiteres Ziel des Gesetzes ist die Förderung des Ausbaus von erneuerbare Energien nutzenden Netzen zur Nah- und Fernwärmeversorgung. Zu diesem Zweck wird klargestellt, dass die Gemeinden auch befugt sind, aus Gründen des Klima- und Ressourcenschutzes einen Anschlusszwang zur Nutzung von Wärmenetzen zu verfügen (§ 16). Im Übrigen sieht das Gesetz eine Förderung der genannten Netze im Rahmen des sogenannten Marktanreizprogramms vor (§ 14 Nr. 4).

## Regionale Regelungen
In Baden-Württemberg gilt das bereits am 1. Januar 2008 in Kraft getretene Gesetz zur Nutzung erneuerbarer Wärmeenergie in Baden-Württemberg hinsichtlich des Altbestands weiterhin (§ 3 Abs. 2 EEWärmeG). Es sieht in dieser Anpassung nunmehr vor, dass ab dem 1. Januar 2010 Altbauten zehn Prozent ihres Wärmeenergiebedarfs durch regenerative Energien decken müssen, sobald wesentliche Komponenten einer zentralen Heizungsanlage ausgetauscht werden. Als wesentliche Komponente gilt der Austausch des Kessels. Alternativ kann auch die Gesamt-Energieeffizienz des Gebäudes gesteigert werden.

## Marktanreizprogramm
Mit dem Marktanreizprogramm zur Nutzung von erneuerbaren Energien bei der Erzeugung von Wärme werden diesem Zweck dienende Maßnahmen bis zum Jahre 2012 mit bis zu 500 Mio. Euro jährlich gefördert (§§ 13, 14). Das bereits seit 2000 laufende Marktanreizprogramm erhält damit eine gesetzliche Grundlage. Die Fördermittel sollen den Erlösen aus der Veräußerung von Emissionsberechtigungen entnommen werden. In Abweichung von dem subventionsrechtlichen Grundsatz, wonach Maßnahmen zur Erfüllung gesetzlicher Pflichten (wie hier der Nutzungspflicht), nicht gefördert werden können (§ 15 Abs. 1), erlaubt das Gesetz die Förderung bestimmter die Nutzungspflicht erfüllender Maßnahmen, wenn sie über den üblichen Standard hinausgehen (§ 15 Abs. 2). Hierdurch wird u. a. die Förderung von Maßnahmen bei Altbauten in Baden-Württemberg ermöglicht, obgleich dort insoweit eine Nutzungspflicht bereits besteht.
Im Zuge der allgemeinen Finanz- und Wirtschaftskrise wurde das Marktanreizprogramm im Mai 2010 zunächst gestoppt. Die Sperre wurde nach massiver Kritik seitens betroffener Verbände im Juli 2010 mit einigen Einschnitten wieder aufgehoben. Anfang 2015 wurde das Marktanreizprogramm novelliert und die Förderbedingungen verbessert. Ziel ist, bis zum Jahr 2020 14 % des Wärme- und Kälteenergiebedarfs durch Erneuerbare Energien zu decken (Stand Anfang 2015: 9,9 %).

## Motive
Kosteneinsparungen: Erneuerbare Wärme führt nach Berechnungen des Zentrums für Sonnenenergie- und Wasserstoff-Forschung Baden-Württemberg (ZSW) zu Kostensenkungen bei den Nutzern. 2009 mussten Besitzer einer Holzheizung, Solarthermieanlage oder Wärmepumpe durchschnittlich 595 Euro weniger für Heizkosten ausgeben. So stiegen nach einem Bericht der Landesregierung Schleswig-Holstein zur Energiepreisentwicklung von 1988 bis 2012 die Heizölpreise um 280 Prozent und die Erdgaspreise um 110 Prozent.
Die Hemmschwelle für die Nutzung sind jedoch hohe Anfangsinvestitionen.
Laut ZDF Wiso lässt sich über 20 Jahre mit einer Pelletheizung kombiniert mit Solarthermie im Vergleich zu anderen Heizsystemen mit Abstand am meisten Geld sparen. Eine Modellrechnung der Agentur für Erneuerbare Energien zeigt übereinstimmend, dass der Weiterbetrieb einer alten Ölheizung mehr als doppelt so teuer ist wie eine neue Pelletheizung oder eine Wärmepumpe. Auch der Umstieg von einer alten Gasheizung auf erneuerbare Heizungstechnologien ist kostengünstiger.
Gegenüber einer neuen Öl- oder Gasheizung mit Brennwerttechnologie sind Wärmepumpen, Pelletheizungen und Solarwärmeanlagen in der Anschaffung teurer und werden deshalb mit öffentlichen Fördermitteln bezuschusst. Über die gesamte Lebensdauer gerechnet wird dies jedoch über die niedrigeren verbrauchsgebundenen Kosten mehr als ausgeglichen. So kosten Holzpellets Anfang 2015 5,12 Ct/kWh und Wärmepumpenstrom ist laut Vergleichsportalen ab etwa 20,5 Ct/kWh zu haben. Eine Heizungsanlage, die mittels Wärmepumpe aus einer Kilowattstunde Strom etwa 3,5 Kilowattstunden Wärme macht, stellt ihre Heizenergie also für umgerechnet 5,9 Ct/kWh bereit. Öl und Gas waren im Oktober mit 8,1 bzw. 6,9 Cent je Kilowattstunde deutlich teurer.
Eine Studie des Instituts für Wirtschaftsforschung (ifo) ergab, dass das Marktanreizprogramm im Endeffekt mehr Staatseinnahmen bringt als es kostet. Durch die Kürzung der Fördermittel im Jahr 2010 spart der Staat deshalb nur scheinbar Ausgaben ein. Nach ifo-Berechnungen entgehen dem Fiskus durch die Sperrung der Fördermittel rund 150 Mio. Steuereinnahmen. Zudem fallen Sozialversicherungsbeiträge und Arbeitsmarktentlastungen in ähnlicher Höhe aus. Laut Gutachten hätte die gesperrte Fördersumme von 115 Millionen Euro private Investitionen in Höhe von 844 Millionen Euro auslösen können. Auf allen Stufen der Wertschöpfungskette – bei Fertigung, Vertrieb und Installation der Heizungstechnik – entstehen Steuereinnahmen. Diese übersteigen auch bei konservativen Annahmen die Förderausgaben: Selbst wenn nur jede zweite Heizungsmodernisierung aufgrund des Förderstopps wegfiele, rechnet das ifo noch mit einem deutlichen Steuerplus: „Das Marktanreizprogramm ist offensichtlich ein Beispiel dafür, dass staatliche Förderung sich durchaus auch aus Sicht der Haushälter positiv auswirken kann, indem Mittel zurückfließen“, heißt es in der ifo-Studie.
Klimaschutz: Ein zentrales Ziel der Nutzung erneuerbarer Wärme ist der Klimaschutz und die Reduzierung von CO2. Heizsysteme auf Basis von Bioenergie, Solarthermie oder Erd- bzw. Umweltwärme sind ihren fossilen Konkurrenten in puncto Treibhausgasemissionen deutlich überlegen. Tauscht ein Hausbesitzer seinen veralteten Heizölkessel beispielsweise gegen eine Holzpelletheizung, kann er den durchschnittlichen Treibhausgas-Ausstoß von 376 auf 25 Gramm CO2-Äquivalent je Kilowattstunde senken. Und selbst bei einer modernen Gastherme mit Brennwerttechnik oder bei Fernwärmeversorgung (je rund 250 Gramm CO2-Äquivalent je Kilowattstunde) könnte ein Solarkollektor einen Teil des Wärmebedarfs mit nur einem Zehntel der Emissionen produzieren. Aufgrund dieser Treibhausgasbilanz jeder einzelnen Technologie sparten die Erneuerbaren mit ihrem Anteil von zehn Prozent am Wärmemarkt 2012 rund 40 Millionen Tonnen Treibhausgase ein. Das entspricht ca. 5 Prozent der jährlichen CO2-Gesamtemissionen Deutschlands. Als gesetzliches Ziel ist vorgesehen, bis 2050 einen nahezu klimaneutralen Gebäudestand zu schaffen, der kaum noch Kohlendioxid ausstößt.

## Anpassung an die EG-Richtlinie vom 23. April 2009
Nach der genannten Richtlinie 2009/28/EG sind die Mitgliedsstaaten verpflichtet, bis zum 31. Dezember 2014 für neue Gebäude und solche bestehenden Gebäude, an denen erhebliche Renovierungsarbeiten vorgenommen werden, in Höhe eines Mindestmaßes eine Pflicht zur Nutzung von erneuerbaren Energien einzuführen. Über das Maß selber enthält die Richtlinie keine Angaben, wie sie auch die Verpflichtung der Mitgliedsstaaten generell unter dem Vorbehalt der Angemessenheit stellt (Art. 13 Abs. 4). Hieraus folgt für Deutschland eine grundsätzliche Pflicht, auch den Altbestand mit in den Anwendungsbereich des EEWärmeGs einzubeziehen. Darüber hinaus begründet die Richtlinie möglicherweise einen Anpassungsbedarf hinsichtlich einiger Ersatzmaßnahmen, soweit dort die Verwendung von anderen als erneuerbare Energien erlaubt wird.

## Kritik
Das Gesetz differenziert nicht zwischen emissionsfreien und emissionsbehafteten erneuerbaren Energien. Da schon jetzt mehr Feinstaub durch Gebäudeheizungen als durch den Straßenverkehr erzeugt wird, befürchten Kritiker, die mit dem Gesetz erfolgende Förderung der Holzverbrennung zu Heizzwecken führe zu einem Anstieg von gesundheitsschädigenden Feinstaubemissionen. Durch strengere Anforderungen in der Kleinfeuerungsanlagenverordnung ließen sich die ausgestoßenen Schadstoffmengen jedoch begrenzen.
Ein weiterer Kritikpunkt ist, dass Strom aus erneuerbaren Energien im EEWG nicht genügend Berücksichtigung findet.
Im Jahr 2012 erfolgte eine Erweiterung des Geltungsbereiches von anfänglich nur „Wärme“ auf „Wärme und Kälte“. Seitdem werden die in Bezug auf die Kälte sehr eingeschränkten Versorgungsmöglichkeiten und die für die Bauherren dadurch möglicherweise entstehenden Mehrkosten beanstandet.
Die Nutzung von Kälte aus Erneuerbaren Energien gilt nach EEWG Anhang IV (s. Weblinks) nur dann als Erfüllung der Pflicht, wenn die Kälte technisch nutzbar gemacht wird entweder durch unmittelbare Kälteentnahme aus dem Erdboden oder aus Grund- oder Oberflächenwasser oder durch thermische Kälteerzeugung mit Wärme aus Erneuerbaren Energien.
Die unmittelbare Kälteentnahme aus Grund- oder Oberflächenwasser ist aus geologischen und rechtlichen Gründen (s. Wasserschutzgebiet) nicht überall möglich, bedarf in der Regel einer Genehmigung durch die zuständige Wasserbehörde und birgt Risiken allgemeiner (s. Geothermie #Allgemeine Risiken) und wirtschaftlicher Art (s. Geothermie #Risiken für die Wirtschaftlichkeit eines Geothermieprojekts).
Die thermische Kälteerzeugung mit Wärme aus Erneuerbaren Energien ist in Absorptionskältemaschinen (AKM) und Adsorptionskältemaschinen möglich. Für die thermische Kälteerzeugung wird wegen des ungünstigen Wärmeverhältnisses (s. Absorptionskältemaschine #Wärmeverhältnis) von etwa 0,6 bis 0,7 kW Kälteleistung pro kW Heizleistung bei Wärmebereitstellung aus einem Blockheizkraftwerk oder Pelletkessel, deutlich mehr Heizleistung benötigt, als Kälte erzeugt werden kann. Je 100 kW Kälte werden etwa 140 kW Heizleistung benötigt und rund 240 kW Abwärme muss zurückgekühlt werden. Da das Wärmeverhältnis mit höheren Rückkühltemperaturen stark absinkt, werden AKM in der Regel mit Nasskühltürmen rückgekühlt. Der Betrieb von Nasskühltürmen birgt gesundheitliche Gefahren durch Legionellen. Thermische Kältemaschinen hatten bis 2012 einen sehr geringen Marktanteil in Deutschland, wegen der im Vergleich mit Kompressionskältemaschinen hohen Anschaffungskosten und geringen Anzahl von Kühlstunden.
Eine weitere Möglichkeit der Kältebereitstellung aus erneuerbaren Energien, beispielsweise mittels Kompressionskältemaschinen (KKM) mit Strom aus erneuerbaren Energien und dem gleichzeitigen möglichen Einsatz natürlicher Kälte-Umlaufmitteln (bspw. Kohlendioxid (R-744)), ist zwar aus Umweltschutzsicht sinnvoll, wird aber im EEWG nicht als Versorgungsmöglichkeit berücksichtigt (vgl. Anhang VII.Absatz 3).
Die Nichtberücksichtigung der KKM mit Strom aus erneuerbaren Energien im EEWG ruft auch deshalb Kritik hervor, weil KKM als Kompressions-Wärmepumpen nach EEWG zwar für die Wärmebereitstellung im Winter berücksichtigt werden, nicht aber für die Kältebereitstellung aus erneuerbarer Energie im Sommer mitverwendet werden dürfen, selbst wenn im Kühlbetrieb Strom aus erneuerbaren Energien eingesetzt wird. Das EEWG fordert damit auch von Besitzern einer Kompressions-Kältemaschine/-Wärmepumpe für den Heizbetrieb die Anschaffung einer zusätzlichen thermischen Kältemaschine für den Kühlbetrieb. Dies kann für Betroffene, beispielsweise Bauherren in Wasserschutzgebieten, u. U. zu erheblichen Mehrkosten führen.